# Killen, Skottland
Killen är en by i Highland i Skottland. Byn är belägen 13 km 
från Inverness. Orten har 152 invånare (2011).